# Джузеппе Форлівезі
Джузеппе Форлівезі (італ. Giuseppe Forlivesi, * 28 березня 1894, Череа — † 3 січня 1971, Рим) — італійський футболіст, фланговий півзахисник.
Насамперед відомий виступами за клуб «Модена», а також національну збірну Італії.

## Клубна кар'єра
У дорослому футболі дебютував 1913 року виступами за команду клубу «Верона», в якій провів один сезон.
1914 року перейшов до клубу «Модена», за який відіграв 13 сезонів.  У складі «Модени» був одним з головних бомбардирів команди, маючи середню результативність на рівні 0,37 голу за гру першості. Завершив професійну кар'єру футболіста виступами за команду «Модена» у 1927 році

## Виступи за збірну
1920 року дебютував в офіційних матчах у складі національної збірної Італії. Протягом кар'єри у національній команді, яка тривала 6 років, провів у формі головної команди країни лише 10 матчів, забивши 2 голи. У складі збірної був учасником  футбольного турніру на Олімпійських іграх 1920 року в Антверпені.